# Ewa Cendrowska
Ewa Cendrowska (ur. 25 maja 1937 w Warszawie zm. 5 kwietnia 2014 tamże) – dziennikarka telewizyjna, reżyser i autorka scenariuszy filmów dokumentalnych. 
Absolwentka Wydziału Romanistyki Uniwersytetu Warszawskiego i Podyplomowego Studium Dziennikarstwa UW. Wieloletnia redaktorka programu 1 TVP, popularyzatorka programu Anonimowych Alkoholików, m.in. w nadawanym przez wiele lat programie Maraton trzeźwości. 
Córka kpt.ż.w. Pawła Postnikoffa i Zenobii z Potockich, siostra reżyserki i dziennikarki Danuty Postnikoff, żona działacza sportowego Zbigniewa Cendrowskiego.

## Filmografia
- Dla jednej takiej chwili, 1994 (reżyseria)
- Józef Czapski - świadek historii, 1989 (scenariusz i reżyseria)[2]
- Ponury i jego żołnierze, 1988 (scenariusz i reżyseria)[3]
- Villardczycy, 1987, (scenariusz i reżyseria)[4]
- Powrót do Vercors, 1987 (scenariusz, reżyseria, komentarz)[5]
- Maratończyk, 1985 (reżyseria)
- Skok wzwyż, 1983, (reżyseria)
- Dzieci w osiedlu, 1978 (scenariusz, reżyseria, komentarz)[6]

## Nagrody
- 1994, Niepokalanów (Międzynarodowy Festiwal Filmów Katolickich), Grand Prix za film Dla jednej takiej chwili
- 1987, Kielce (Ogólnopolski Przegląd Filmów z zakresu oświaty zdrowotnej), II Nagroda za film Maratończyk
- 1986, Łódź (Festiwal Filmów Społeczno -Politycznych), III Nagroda za film Maratończyk
- 1984, Tarnów (Festiwal Filmów Sportowych) „Srebrny Laur”, za film Skok wzwyż